# Анно II
Анно (Ганно) II (нім. Anno II. von Köln; 1010, Кельн — 4 грудня 1075, Зігбург) — церковний і державний діяч Священної Римської імперії, 18-й архієпископ Кельна, католицький святий.

## Життєпис
Походив зі швабського роду едельфраїв (вільних лицарів) Штойслінгенів. Народився 1010 року в Альтштойслінгені (поблизу Егінгену). Здобув військову освіту, став лицарем. Втім згодом під впливом свого родича — каноніка з Бамбергу вирішив присвятити себе церкві. Став учнем кафедральної школи при Бамберзькому соборі, де потім викладав з 1046 року.
Імператор Генріх III 1046 року призначив його капеланом імператорського двору, а також власним радником. У 1051—1052 роках брав участь в поході імператора проти Угорщини. 1054 року призначено пробстом собору в Госларі. 1056 року стає архієпископом Кельнським. Того ж року помирає імператор, а регентшею при малолітньому Генріхові IV стає його мати Агнес де Пуатьє. 1059 році брав участь у поході проти голландського графа Флоріса I. Того ж року сприяв обранню свого небожа Бургарда Варнгайма єпископом Гальберштадту.
1061 року долучився до заколоту на чолі із Оттоном II Баварським, внаслідок чого Агнесу де Пуатьє було відсторонено від влади, а Анно II спільно з Зігфрідом I, архієпископом Майнцу, та Адальбертом, архієпископом Бремена-Гамбурга, став опікуном молодого імператора. Фактична влада в державі перейшла до Анно II. У 1063 році домігся обрання брата Вернера архієпископом Магдебургу.
1064 року заснував монастир Зігбург. Того ж року відправився до Італії задля впорядкування стосунків з Папським престолом, а також щодо підпорядкування монастиря Мальмеді. Того ж року головував на Мантуанському соборі, який підтвердив обрання папою римським Олександра II. 1066 року домігся призначення свого небожа Куно I фон Пфуллінгена архієпископом Тріра.
За цей час владу при імператорському дворі фактично перебрав архієпископ Адальберт, але 1066 року Анно II домігся виключення того з опікунської ради.
1070 року Анно II повертається до Німеччини, де розпочав монастирську реформу відому як Зігбурзька реформа. Вона поєднувала принципи Клюнійської, Горзької та Фрутуарійської реформ бенедиктинських монастирів. У результаті ченці отримували свободу вибору свого керівництва, але на відміну від Клюні абатів також затверджував архієпископ. Також відмінністю реформи Анно II був обов'язок абатів служити при дворі духовних і світських правителів. Невдовзі цю реформу було поширено на усі монастирі Кельнської єпархії. 1071 року домігся підпорядкування своїй владі монастиря Мальмеді. 1072 року знову очолив уряд як імперський адміністратор, але наприкінці року пішов у відставку.
У 1074—1075 роках виступав посередником між учасниками Саксонського повстання та імператором Генріхом IV. Водночас посилювався конфлікт з Кельнським магістратом, який набув силу через потужне економічне зростання міста, і відповідно бюргерів. Приводом до відкритого конфлікту стала конфіскація корабля кельнського купця у 1074 році. Бюргери повстали проти Анно II, який ледве встиг врятуватися втечею. Через 3 дні він повернувся з військом до міста, яке капітулювало. В результаті 600 торговців залишили Кельн, на багатьох архієпископ наклав анафему.
Помер Анно II у грудні 1075 року в абатстві Зігбург. Його було канонізовано 29 квітня 1183 року.